# Diego Cavalieri
Diego Cavalieri, född 1 december 1982 i São Paulo, är en brasiliansk fotbollsmålvakt som sedan januari 2011 spelar i Fluminense. Cavalieri har italienskt påbrå och har både ett italienskt och ett brasilianskt pass.

## Karriär
Cavalieri gjorde sin professionella debut för Palmeiras i en 4-0-seger på bortaplan mot Rio Claro i turneringen Campeonato Paulista den 24 juni 2002. I ligan spelade han 33 matcher för Palmeiras och släppte in 47 mål.
Den 11 juli 2008 skrev han på ett kontrakt gällande till 2012 med Liverpool FC efter en övergång som tros ha kostat Liverpool ungefär 3 miljoner pund. Han gjorde sin första match för klubben i en träningsmatch mot Tranmere Rovers dagen efter.
Cavalieri blev den tredje brasilianska fotbollsspelaren att representera Liverpool efter Fabio Aurelio och Lucas Leiva. När han anlände till den engelska klubben förklarade han att det hade varit hans dröm att flytta till Europa, att han siktade på att ta över rollen som förstamålvakt från José Reina och han lovade att han skulle bli en bättre spelare genom hårt arbete. Under två säsonger i Liverpool spelade Cavalieri endast 10 matcher, ingen av dessa i ligan. Den 23 augusti 2010 offentliggjorde Liverpool på sin officiella hemsida att Cavalieri skrivit på ett kontrakt med det italienska laget AC Cesena.
Cavalieri blev bara kvar i den italienska klubben i ett halvår och spelade under den tiden endast en match. I januari 2011 meddelade den brasilianska klubben Fluminense att man värvat Cavalieri.

## Meriter
- Brasilianska Serie B: 2003
- Campeonato Paulista: 2008